# Jewgeni Igorewitsch Tarelkin
Jewgeni Igorewitsch Tarelkin (russisch Евгений Игоревич Тарелкин, * 29. Dezember 1974 in Perwomaiski, Oblast Tschita, RSFSR) ist ein ehemaliger russischer Kosmonaut.

## Raumfahrertätigkeit
Tarelkin wurde im Oktober 2003 als Raumfahrer ausgewählt und absolvierte seine Ausbildung von 2003 bis 2005. Er startete am 23. Oktober 2012 mit Sojus TMA-06M zur ISS und diente dort den ISS-Expeditionen 33 und 34 als Bordingenieur. Am 1. Juni 2015 schied er aus dem Kosmonautenkorps aus.